# Assistance au freinage d'urgence

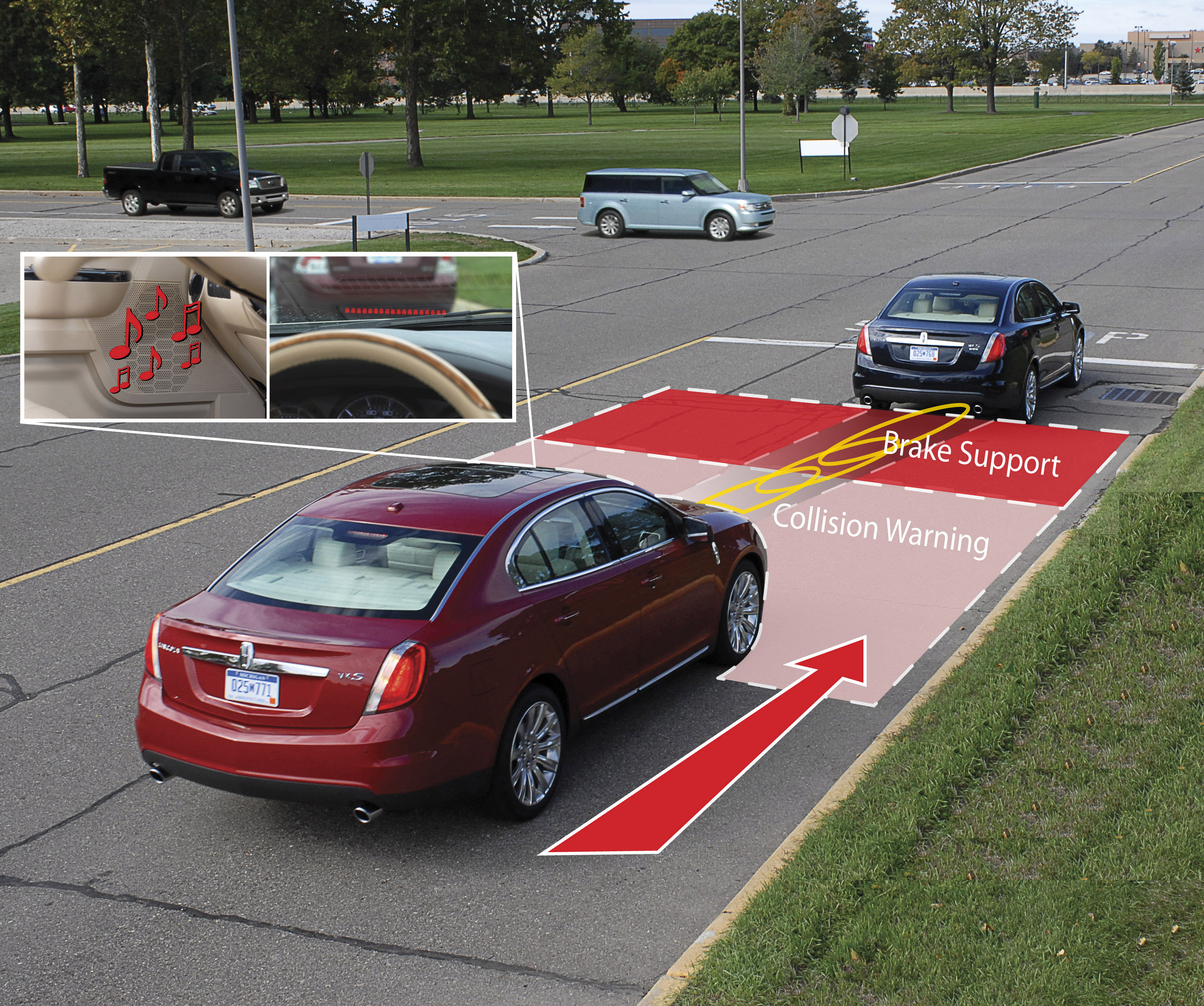
Explication de l'assistance au freinage d'urgence (AFU)

Pour les articles homonymes, voir AFU, EBA, BAS et BA.
L'assistance au freinage d'urgence (AFU) — en anglais : emergency brake assist (EBA), brake assist system (BAS) ou simplement brake assist (BA) — est un système d'assistance au freinage que l'on trouve sur certaines automobiles, mais aussi des camions, des autocars, etc., et qui permet de compenser la tendance naturelle du conducteur à ne pas appuyer suffisamment fort sur la pédale de frein, même en cas d'urgence.
Si cet équipement apporte une sécurité supplémentaire pour le véhicule équipé, les véhicules suiveurs peuvent être mis en difficulté face à l'efficacité du « freinage d'urgence », ce qui a poussé certains constructeurs à le coupler au déclenchement automatique des feux de détresse pour prévenir de la forte décélération du véhicule qui en est équipé.

## Concept
Le règlement CEE-ONU 139 définit les concepts suivants :

« « système d’assistance au freinage d’urgence (AFU) », une fonction du système de freinage qui déduit d’une caractéristique de l’actionnement du système de freinage par le conducteur qu’il y a situation de freinage d’urgence et qui, dans ces conditions :
a) Aide le conducteur à obtenir le taux de freinage le plus élevé possible ; ou
b) Fait en sorte que le système de freinage antiblocage (ABS) effectue des cycles complets. »

— règlement CEE-ONU 139

« « système d’assistance au freinage d’urgence de catégorie A », un système qui détecte une situation de freinage d’urgence à partir essentiellement de la force exercée par le conducteur sur la pédale de frein ; »

— règlement CEE-ONU 139

« Par « système d’assistance au freinage d’urgence de catégorie B », un système qui détecte une situation de freinage d’urgence essentiellement à partir de la vitesse imprimée par le conducteur à la pédale de frein. »

— règlement CEE-ONU 139
Dans l'Union européenne, ce règlement ONU est notamment rendu applicable par le règlement (UE) 2019/2144.

## Historique
Ce système a été développé par Daimler-Benz et TRW/Lucas en 1992. Des études, dont certaines en simulateur de conduite, montraient en effet qu'en situation d'urgence le conducteur n'appuyait que très rarement suffisamment fort, et rapidement, sur la pédale de frein. Lorsque le système détecte un passage anormalement rapide de la pédale d'accélérateur à la pédale de frein, c'est lui qui décide de mettre la pression maximale de freinage. Le véhicule étant équipé d'ABS, le conducteur n'en perd pas le contrôle.
Dans la première version du système, c'est la vitesse d'enfoncement de la pédale de frein qui est mesurée et indique un freinage d'urgence probable. La première monte en série sur véhicule a eu lieu en 1996 sur les Mercedes-Benz Classe S et Classe SL. En 1998, le système est généralisé sur tous les véhicules de la marque. Les constructeurs Volvo (système EBA), BMW (système DBC), Groupe PSA (système AFU) et VAG (système HBA) suivirent.
En 2003, Daimler-Benz a optimisé le système BAS Plus en lui couplant un système anti-collision. L'objectif était d'éviter les collisions par l'arrière ou tout au moins d'en diminuer la vitesse d'impact. Le véhicule suiveur étant équipé, la distance et la vitesse de rapprochement des deux véhicules sont constamment mesurées. En cas de vitesse différentielle trop élevée, une alarme visuelle est déclenchée et la moindre action sur le frein active le freinage d'urgence assisté. En 2005, le système équipe les modèles Mercedes-Benz Classe S W221.

## Risque de confusion
L'assistance au freinage d'urgence ne doit pas être confondue ni avec le système anti-blocage des roues (ABS) qu'il complète, ni avec le freinage automatique d'urgence qui ralentit la voiture automatiquement lorsqu'elle détecte une collision imminente avec un obstacle (voiture, piéton, etc.), également appelé « freinage d'urgence autonome » notamment par Euro NCAP.